# Елец (дворянский род)
Елец (пол. Jelec) — польский дворянский род герба Лелива.
Дворянский род Елец одного происхождения с Вороничами. Предок их, Иван Елец, был в конце XV века помещиком киевским. Род этот внесен в VI и I части родословных книг Гродненской, Киевской и Волынской губерний.